# Голография

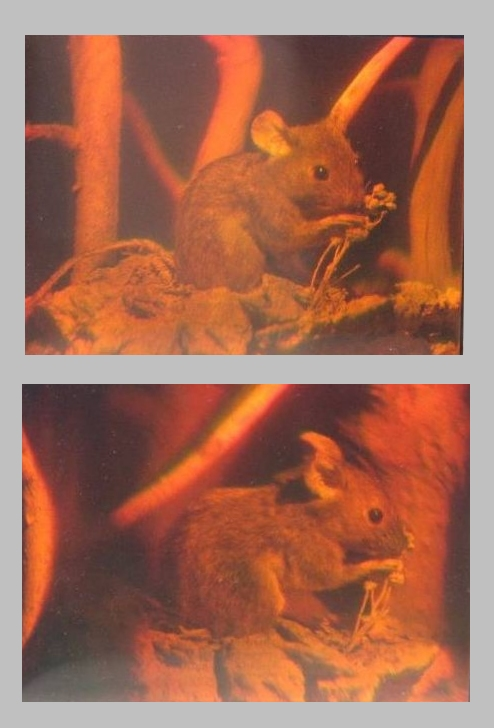
Две фоторепродукции одной и той же голограммы, снятые под разными углами

Гологра́фия — метод регистрации информации, основанный на интерференции волн. Опти́ческая гологра́фия — разновидность голографии, в которой записывается световое поле, создаваемое оптическим излучением. Это осуществимо при регистрации картины стоячих волн, образованных в результате интерференции между когерентными пучками света, излучённого источником и отражённого от объекта. Изображение, получаемое с помощью голографии, называется гологра́мма, и считается наиболее точным автостереоскопическим воспроизведением зрительного впечатления, производимого снятыми объектами. При этом сохраняется ощущение глубины пространства и многоракурсность, а изображение выглядит, как вид на снятый предмет через окно, которым служит голограмма.
Принципиальным отличием голографии от всех остальных способов регистрации изображения является распределённость информации о всех снятых объектах на поверхности всего датчика, такого, например, как фотопластинка. Поэтому повреждение голограммы, ведущее к уменьшению её площади, не приводит к потере части изображения. Каждый осколок разбитой на несколько частей фотопластинки с голограммой продолжает содержать изображение всех снятых объектов. Уменьшается только количество доступных ракурсов, а изображение на слишком мелких осколках утрачивает стереоскопичность и чёткость.
Несмотря на совершенство получаемого изображения, голография не смогла заменить традиционную стереофотографию. Из-за особенностей технологии съёмка очень сложна и возможна только в лабораторных условиях при освещении лазером. Голография нашла применение в спектроскопии, фотограмметрии, микроскопии и голографической интерферометрии, а также в деле записи информации и создании защитных приспособлений для документов. Оптические элементы (например, дифракционные линзы), сгенерированные с помощью компьютерной голографии, широко используются в современных оптических приборах.

## Историческая справка
Математическая теория голографии появилась значительно раньше её практической реализации и стала неожиданным результатом работ британского физика венгерского происхождения Денеша Габора по совершенствованию рентгеновской микроскопии. Эти исследования, начатые задолго до Габора Мечиславом Вольфке и Уильямом Брэггом, имели целью совершенствование просвечивающего электронного микроскопа. Технология Габора, в 1947 году запатентованная компанией British Thomson-Houston, получила название «электронная голография», и до настоящего времени используется в электронной микроскопии. «За изобретение и развитие голографического принципа» Денеш Габор в 1971 году получил Нобелевскую премию по физике. Его первые голограммы, изготовленные с помощью ртутной дуговой лампы, отличались крайне низким качеством из-за недостаточной когерентности излучения. Развитие оптической голографии стало возможно только после изобретения лазера в 1960 году.
Слово «голография» придумано самим изобретателем и составлено из греческих слов ὅλος (всё) и γράφω (рисую, записываю), чтобы подчеркнуть полную запись оптических свойств объекта. В 1962 году, почти сразу же после появления лазеров, одновременно в СССР и США начались исследования о возможности записи изображения методом голографии. В Советском Союзе работы велись в ГОИ имени Вавилова Юрием Денисюком, а в США теорию Габора воплощали Эмметт Лейт и Юрис Упатниекс из Мичиганского университета. Первая в истории лазерная голограмма, изображающая игрушечные поезд и птицу, была создана в 1964 году Лейтом и Упатниексом. Советский и американские учёные вели исследования независимо друг от друга, и их голограммы получены принципиально различными способами. В США для записи изображения использовалась технология, позднее получившая название «метод Лейта — Упатниекса».
Этим способом записываются так называемые «пропускающие» голограммы, когда при воспроизведении изображение создаётся светом, проходящим сквозь фотопластинку.

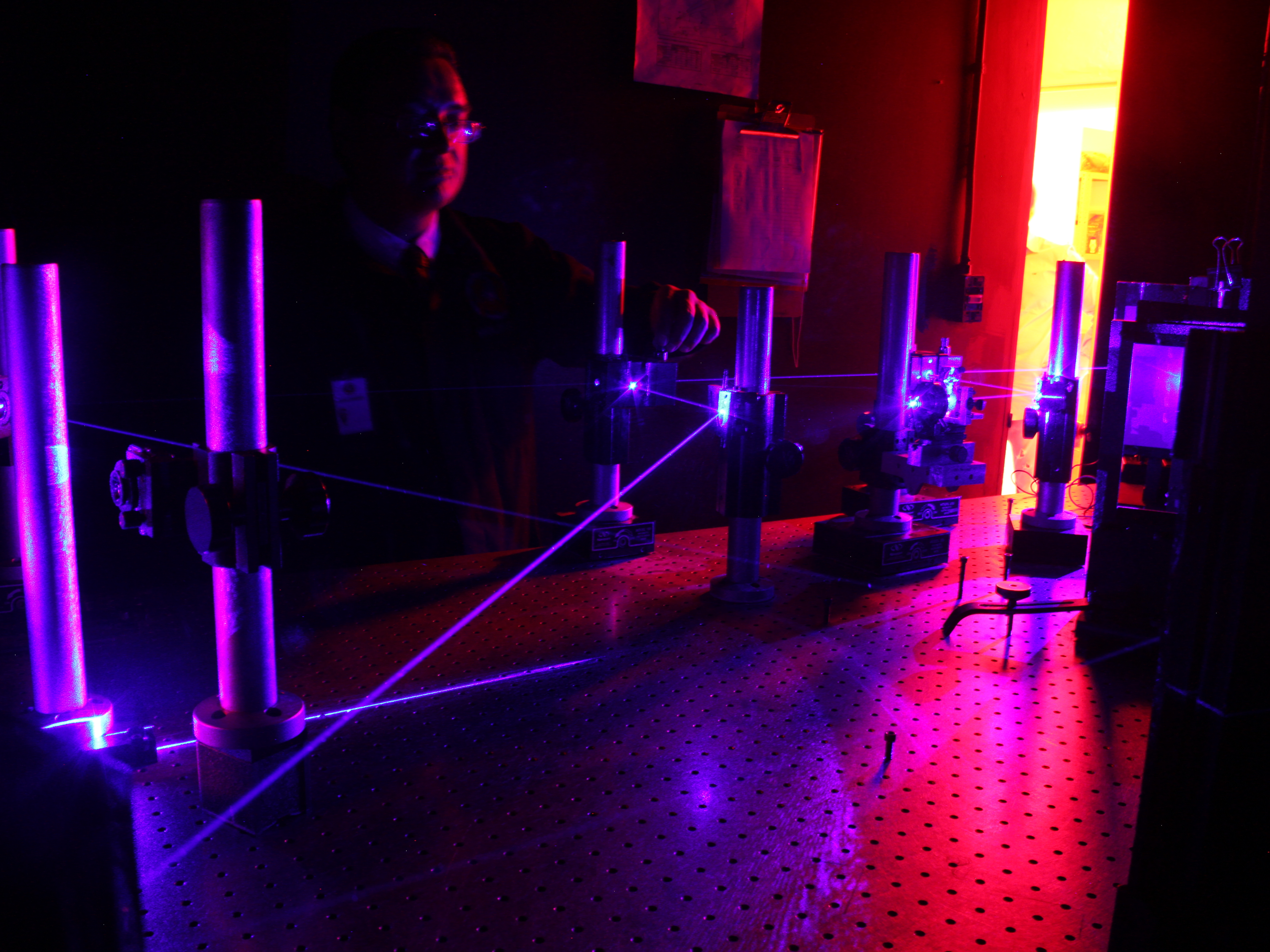
Лабораторная установка для записи голограмм

Советские исследования велись в ГОИ в другом направлении. Вместо тонкослойных здесь использовались толстые фотоэмульсии, позволяющие регистрировать кроме интерференции опорного и предметного пучков, также цветовую составляющую света методом цветной фотографии Липпмана. В 1968 году Геннадий Соболев получил первые голограммы, выполненные по методу Денисюка, и не требующие для своего воспроизведения когерентного излучения. Такие голограммы позднее получили название «отражающих»: изображение восстанавливалось в натуральных цветах отражённым от фотопластинки белым светом обычных источников. Разработанная в СССР технология стала известна во всём мире под названием «схема Денисюка», а полученные с её помощью голограммы называются «объёмными», так как запись информации происходит во всём объёме толстой фотоэмульсии.
Появление импульсных лазеров со сверхкоротким временем свечения позволило делать голограммы движущихся объектов. В том же 1968 году американцем Зибертом был записан первый голографический портрет. Спустя год американец Стивен Бентон из Polaroid Research Laboratories предложил ещё один способ голографии, позднее получивший название «радужной». Цветные голограммы, изготовленные по этой технологии на пластике с металлической подложкой, видимы при обычном освещении. Одним из главных достоинств метода Бентона стала доступность тиражирования голограмм, которое тем не менее требует высокотехнологичного оборудования и доступно только в промышленных условиях. Это стало причиной широкого распространения защитных голограмм в качестве средства подтверждения подлинности. В 1976 году на международном конгрессе УНИАТЕК был продемонстрирован первый в мире голографический 47-секундный киноролик, изготовленный в НИКФИ под руководством Виктора Комара.
В 1977 году Ллойд Кросс изобрёл так называемую «составную» или «мультиплексную» голограмму. Она принципиально отличается от всех остальных голограмм тем, что состоит из множества отдельных плоских ракурсов, созданных методом обычной фотографии. Изначально технология предполагала киносъёмку объекта, который поворачивают перед объективом работающей кинокамеры, а затем отдельные кадрики проявленной киноплёнки записываются на узкие полосы общей голограммы. Такая голограмма, в отличие от классической, не содержит полной информации о световом поле объекта, и обладает многоракурсностью лишь в горизонтальной плоскости, но съёмка доступна вне лаборатории, как для обычной фотографии. Более того, если в процессе киносъёмки объект движется, то при изменении ракурса, под которым наблюдатель видит голограмму, это движение воспроизводится. Мультиплексная голография считается наиболее простым и эффективным способом перевода обычных стереограмм в голографическую форму.

## Физические принципы
Рассеянный объектом свет характеризуется волновыми параметрами: амплитудой и фазой, а также направлением в пространстве. В обычной фотографии регистрируется только амплитуда световых волн, и её распределение в пределах двумерного светоприёмника. Для этого используется объектив, строящий действительное изображение объекта записи. Полученное плоское изображение может создавать только иллюзию объёма за счёт перспективы, светотени и перекрытия объектами друг друга. Стереофотография позволяет с помощью двух или нескольких объективов более достоверно имитировать объём за счёт свойств бинокулярного зрения, но даёт возможность наблюдать записанные объекты с ограниченного числа ракурсов, чаще всего с единственного.
Полноценное воспроизведение объёма и возможности «оглядывания» снятых объектов достигнуты в интегральной фотографии, изобретённой Габриэлем Липпманом в 1908 году. Эти возможности реализуются съёмкой через двумерный массив микроскопических линз, прижатый к светочувствительному слою. В результате, каждая из линз отображает снятые объекты с собственного ракурса, обеспечивая при воспроизведении автостереоскопичность и многоракурсность. В теории по своим возможностям интегральная фотография почти не уступает голографии, предвосхитив её на несколько десятилетий. Поэтому иногда эту технологию называют некогерентной голографией.

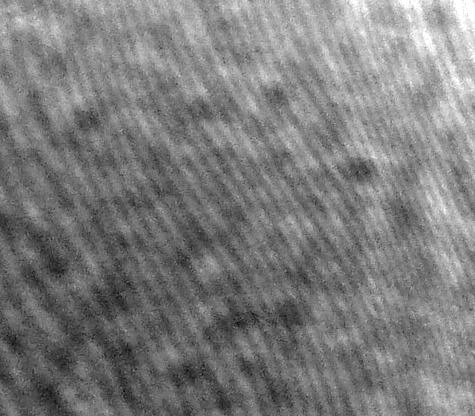
Микрофотография участка голограммы. Чёрные полосы отмечают места пучностей интерференционной картины

В голографии кроме амплитуды регистрируются также фаза и направление световых волн с помощью интерференции, преобразующей фазовые соотношения в соответствующие амплитудные. При этом объектив не требуется, а полученная голограмма, как и интегральный снимок, обладает многоракурсностью, позволяя менять точку наблюдения произвольно, даже «заглядывая» за объект. При записи голограммы складываются две волны: одна из них идёт непосредственно от источника (опорная волна), а другая отражается от объекта записи (объектная волна). В месте сложения этих волн размещают фотопластинку или иной регистрирующий материал. В результате сложения объектной и опорной волн возникает неподвижная интерференционная картина, которая регистрируется фотопластинкой в виде микроскопических полос потемнения.
Записанная интерференционная картина на проявленной фотопластинке может выполнять роль дифракционной решётки. Поэтому, если её осветить светом с длиной волны, совпадающей с опорной, эта решётка за счёт дифракции преобразует свет в волну, близкую к объектной. Таким образом, при воспроизведении голограммы образуется световое поле, в точности соответствующее записанному по амплитуде, фазе и направлению. В результате зритель видит в месте расположения объекта съёмки относительно фотопластинки его мнимое изображение. Вторая волна, образованная при освещении голограммы, образует действительное изображение. Обработанная обычным способом фотопластинка хранит амплитудную информацию о световом поле, записанную в виде чёрно-белой дифракционной решётки из проявленного металлического серебра. Другая технология предусматривает отбеливание проявленного серебра, в результате чего в соответствующих местах толщина желатины уменьшается пропорционально полученной экспозиции, образуя фазовую решётку. При дешифровке таких голограмм из-за разницы хода лучей в желатиновом слое, изменяется фаза когерентного восстанавливающего пучка, но не его интенсивность. Такая отбелённая голограмма называется «фазовой».
Независимо от разновидности голограмм, технология их записи сопряжена с очень строгими ограничениями. Регистрируемая интерференционная картина состоит из деталей, размер которых сопоставим с длиной волны используемого света. Она может быть зафиксирована лишь фотоэмульсиями с очень большой разрешающей способностью, достигающей нескольких тысяч линий на миллиметр. Фотоматериалы с такой эмульсией обладают крайне низкой светочувствительностью, требуя длинных выдержек. В то же время, чёткая запись мелких деталей интерференционной картины возможна только при соблюдении постоянства положения объекта и всех элементов регистрирующей установки, которые за время экспозиции не должны смещаться друг относительно друга более, чем на четверть длины волны. Поэтому для монтажа всех элементов записывающей установки используются многотонные гранитные, бетонные или стальные плиты, предотвращающие вибрации и тепловую нестабильность. Кроме того, пределы пространственной когерентности не позволяют регистрировать изображение протяжённых объектов и ограничивают глубину отображаемого пространства несколькими метрами.
В наши дни известны несколько десятков разновидностей голограмм, отличающихся схемой освещения, источником света и регистрирующей средой: Френеля, Фраунгофера, Фурье, фазовая, «киноформ», «радужная», внеосевая, цилиндрическая, термопластическая и другие. Однако, все они являются производными от двух наиболее известных схем записи на фотопластинку.

### Схема записи Лейта — Упатниекса

Запись голограммы по методу Лейта — Упатниекса. На схеме: 5 — опорная волна и 6 — объектная волна

Лейт и Упатниекс отказались от осевой технологии записи голограмм, использованной Габором в 1948 году из-за ряда её недостатков. Они разработали так называемую «неосевую схему», направив опорную волну под углом и разделив свет на две части, попадающие на фотопластинку разными путями. Луч лазера 1 делится призмой 3 с полупрозрачной гранью на два потока: опорный и объектный. Полученные лучи с помощью рассеивающих линз 4 расширяются и направляются на объект и регистрирующую среду (например, фотопластинку). Отражённый от регистрируемого объекта свет 6 объектной волны падает на пластинку 7 с той же стороны, что и опорная волна 5. В результате на поверхности фотоэмульсии формируется неподвижная картина интерференции отражённого от объекта света с опорной волной.
После проявления на фотопластинке образуются микроскопические полосы, соответствующие пучностям интерференционной картины. Для невооружённого глаза при обычном освещении полученная голограмма выглядит, как равномерно засвеченная фотопластинка. Дешифровка записи происходит при освещении лазером с той же длиной волны, что была использована в момент съёмки. В результате дифракции на мелких деталях голограммы, свет отклоняется, образуя два изображения с разных сторон фотопластинки. Со стороны источника света образуется мнимое изображение снятых объектов, которое является автостереоскопическим и многоракурсным. С противоположной стороны образуется действительное изображение, которое можно наблюдать на экране или записать плоским светоприёмником, как в обычной фотографии. Таким способом может быть получено только монохромное изображение того же цвета, что у излучения использованного лазера. Применение для записи трёх лазеров с разными длинами волн при дешифровке даёт изображение низкого качества из-за образования нескольких ложных изображений, накладывающихся на основное.

### Схема записи Денисюка

Запись голограммы методом Денисюка. 1 — лазер; 2 — зеркало; 4 — рассеивающая линза; 5 — опорная волна; 6 — свет, прошедший через фотопластинку на объект; 7 — фотопластинка

В 1962 году советский физик Юрий Денисюк предложил технологию голографии, соединяющую принцип Габора с методом цветной фотографии Липпмана. Для этого предполагалось использовать специальные толстослойные фотоэмульсии.
При такой технологии луч лазера 1 рассеивается линзой 4 и направляется на фотопластинку 7. Часть луча 6, прошедшая сквозь неё, освещает объект. Отражённый от объекта свет формирует объектную волну. Как видно на рисунке, опорная 5 и объектная волны падают на пластинку с разных сторон. Главным достоинством метода является возможность записи цветных голограмм с помощью трёх монохроматических лазеров основных цветов, лучи которых перед входом в коллиматор объединяются в один общий. В отличие от метода Лейта — Упатниекса в этом случае не образуется ложных изображений.
Благодаря использованию толстых фотоэмульсий с высокой разрешающей способностью, информация о цвете записывается и воспроизводится так же, как в липпмановской фотографии. Образованные проявленным серебром микроскопические структуры за счёт интерференции беспрепятственно отражают те длины волн белого света, которые соответствуют цвету объекта, и гасят все остальные. Поэтому воспроизведение голограмм Денисюка не требует лазера, а цветное объёмное изображение видно при обычном дневном освещении, практически как на обычной фотографии. Метод отличается относительной простотой и получил наиболее широкое распространение в изобразительной голографии.

## Регистрирующие среды
Наиболее широкое распространение в качестве записывающей среды в голографии получили желатиносеребряные фотоматериалы, отличающиеся хорошей сохраняемостью и универсальностью. Голография крайне требовательна к разрешающей способности, поскольку расстояние между двумя максимумами интерференционной картины обладает тем же порядком, что и длина волны света. У наиболее часто используемого в голографии гелий-неонового лазера она составляет 632,8 нанометра. Для второй гармоники неодимового лазера эта же величина равна 532 нанометра, а для аргонового лазера 514 или 488 нанометров, в целом соответствуя 5 десятитысячным миллиметра. Чтобы получить чёткое изображение картины интерференции, для отражательных голограмм Денисюка требуются регистрирующие среды с разрешающей способностью до 5000 линий на миллиметр. Пропускающие голограммы допускают меньшую чёткость.
Регистрирующие среды подразделяются на плоские (двумерные) и объёмные (трёхмерные или толстые). Для классификации используется параметр, который иногда в литературе называют критерий Клейна:
{\displaystyle Q={\frac {2\pi \lambda d}{n\Lambda ^{2}}}},
где {\displaystyle \lambda } — длина волны, {\displaystyle d} — толщина слоя, {\displaystyle n} — средний показатель преломления слоя, {\displaystyle \Lambda } — расстояние между интерференционными плоскостями.
Объёмными (толстыми) голограммами считаются такие, у которых {\displaystyle Q>10}. И наоборот, голограмма считается тонкой (плоской), когда {\displaystyle Q<1}.

### Галогенсеребряные фотоматериалы
Основным фотоматериалом для записи голограмм являются специальные фотопластинки на основе традиционного бромида серебра. За счёт специальных присадок и специального механизма проявления удалось достичь разрешающей способности более 5000 линий на миллиметр, однако за это приходится платить крайне низкой чувствительностью пластинки и узким спектральным диапазоном (точно подобранным под излучение лазера). Чувствительность пластинок настолько низкая, что их можно выставить на несколько секунд под прямой солнечный свет без риска засветки.
Кроме того, иногда применяются фотопластинки на основе бихромированной желатины, которые обладают ещё большей разрешающей способностью, позволяют записывать очень яркие голограммы (до 90 % падающего света преобразуется в изображение), однако они ещё менее чувствительны, причём они чувствительны только в области коротких волн (синий и, в меньшей степени, зелёный участки спектра).
В России крупное промышленное (кроме некоторого количества мелких) производство фотопластинок для голографии осуществляет российская «Компания Славич».
Некоторые схемы записи позволяют писать и на пластинках с меньшей разрешающей способностью, даже на обычных фотоплёнках с разрешением порядка 100 линий на миллиметр, однако эти схемы имеют массу ограничений и не обеспечивают высокого качества изображения.

### Фотохромные кристаллы
Наряду с фотографическими мелкозернистыми галогенсеребряными средами, применяются так называемые фотохромные среды, изменяющие спектр поглощения под действием записывающего света.

#### Хлорид калия
Одними из эффективнейших среди фотохромных кристаллов являются щёлочно-галоидные кристаллы, из которых наилучшие результаты были получены на аддитивно окрашенных кристаллах хлорида калия ({\displaystyle {\ce {KCl}}}). Голограммы, записанные на таких кристаллах, достигают 40 % относительной дифракционной эффективности при теоретически возможной в данной среде 60 %. При этом голограммы в данном материале весьма толстые (толщиной до нескольких миллиметров, и могут в принципе достигать единиц сантиметров). Голографическая запись в аддитивно окрашенных кристаллах {\displaystyle {\ce {KCl}}} базируется на фототермическом F-X-преобразовании центров окраски, то есть фактической коалесценции одиночных анионных вакансий в более крупные кластерные образования размером десятки нанометров. При этом голографическая запись в таких кристаллах реверсивна (обратима) и очень устойчива по времени.
Также возможна голографическая запись с помощью легирования кристаллов соответствующей примесью. Возможно использовать для этой цели эффект компенсационного влияния введённых в аддитивно окрашенных {\displaystyle {\ce {KCl}}} катионных (ионы {\displaystyle {\ce {Ca^{2+}}}}) и анионных (ионы {\displaystyle {\ce {OH^-}}}) примесей на процесс фототермического преобразования F-центров. При этом просветление  в максимуме полосы поглощения F-центров достигает 90 % и не сопровождается образованием центров, обуславливающих поглощение в видимой области спектра. Существует объяснение механизма такого влияния, основанного на фотохимических реакциях, конечные продукты которых поглощают в УФ-диапазоне. Ключевую роль в рассматриваемом явлении играют бивакансии и комплексы {\displaystyle {\ce {Ca^{2+}(OH^{-})_2}}} — катионная вакансия. На основе полученных результатов разработана фотохромная система для формирования голограмм, основанная на эффекте компенсации влияния катионных и анионных примесей.

### Сегнетоэлектрические кристаллы
При голографической записи, в качестве регистрирующей среды, так же широко используются сегнетоэлектрические кристаллы. В основном это ниобат лития — {\displaystyle {\ce {LiNbO_3}}}. Явление изменения показателя преломления под действием света вызвано электрооптическим эффектом. При записи голограмм сегнетоэлектрические кристаллы обладают теми же преимуществами, что и фотохромные материалы. Кроме того, после множества циклов «запись — стирание» не наблюдается эффекта усталости. Поскольку получаемые голограммы являются фазовыми, их дифракционная эффективность может быть на порядок выше, чем у голограмм на фотохромных материалах.
Однако, эти кристаллы обладают недостатками, присущими фотохромным материалам. Основной проблемой в данном случае является нестабильность голограммы, которая не фиксируется, в отличие от обычных фотослоёв. Другая трудность состоит в низкой величине голографической чувствительности.

### Голографические фотополимерные материалы
В последние годы интенсивно разрабатываются регистрирующие среды на базе голографических фотополимерных материалов, представляющих собой многокомпонентную смесь органических веществ, нанесённую в виде аморфной плёнки толщиной 10—150 мкм на стеклянную или пленочную подложку. Фотополимерные плёнки менее дорогостоящие, чем кристаллы ниобата лития, менее громоздки и имеют по сути большую величину изменения коэффициента преломления, что приводит к большим значениям дифракционной эффективности и большей яркости голограммы. Однако, с другой стороны ниобат лития, из-за его толщин, способен сохранять большие объёмы информации, чем фотополимерные плёнки, толщины которых ограничены.
Поскольку фотополимеры не обладают зернистым строением, то разрешающая способность такого материала достаточна для сверхплотной записи информации. Чувствительность фотополимера сравнима с чувствительностью фотохромных кристаллов. Записанные голограммы являются фазовыми, что позволяет получать высокую дифракционную эффективность. Такие материалы позволяют хранить информацию длительное время, устойчивы к воздействию температур, а также отличаются улучшенными оптическими характеристиками.

## Акустическая голография
Голография применима не только для регистрации электромагнитного излучения, но также и для звуковых волн. Картину акустической интерференции зафиксировать труднее, чем оптической, но известны несколько технологий, в числе которых фотографирование поверхности жидкостей с видимым волновым рельефом. Акустическая голография почти не ограничена пространственной когерентностью, и позволяет получать изображения протяжённых объектов. Кроме того, ультразвуковые колебания способны проникать сквозь оптически непрозрачные среды, позволяя получать объёмные картины распределения плотности и вещества. Методы акустической голографии применимы в неразрушающей дефектоскопии, геофизике, археологии и во многих других областях науки и техники.

## Практическое применение голографии
Как способ записи изображения оптическая голография не смогла составить серьёзной конкуренции обычной фотографии и кинематографу, в том числе и их 3D-версиям. Технология нашла применение в других областях, став неотъемлемой частью современной науки и техники.

### Искусство
Классическая голография не позволяет записывать изображение ландшафтов и протяжённых сцен из-за пространственного ограничения когерентности. Съёмка вне лабораторной установки с лазерным освещением также невозможна. Однако, технологии доступно создание голографических портретов и предметная съёмка, например в жанре натюрморта. Более широкими возможностями обладает мультиплексная голограмма, пригодная для получения автостереограмм любых объектов.
Достоверность голографического изображения привлекала современных художников с первых лет своего существования, заставляя правдами или неправдами проникать в лаборатории записи объёмных картин. Часто работа велась в содружестве с учёными, а некоторые представители изобразительного искусства освоили научную теорию голографии сами. Одним из первых художников, создавших объёмные картины по новейшей технологии, стал Сальвадор Дали. Наиболее известная выставка голограмм, состоявшаяся в 1972 году в Нью-Йорке, стала второй после его же экспозиции 1968 года в Мичиганской Академии Чанбрук. В Великобритании технику голографии использовала художница Маргарет Беньон, устроившая персональную выставку голограмм в галерее Ноттингемского Университета в 1969 году. Год спустя открылась её выставка в лондонской Lisson Gallery, анонсированная как «первая в Лондоне экспозиция голограмм и стереофотографий».
Настоящим прорывом для популяризации голографии стало создание изобретателем мультиплексной голограммы Ллойдом Кроссом и канадским скульптором Герри Петиком упрощённой технологии, позволившей записывать голограммы без дорогостоящего лабораторного оборудования. Вместо многотонного гранитного стола они использовали ящик с песком, куда втыкаются полимерные трубы с закреплёнными оптическими элементами установки. После этого в разных странах начали появляться голографические художественные студии, в числе которых открылась «Школа голографии», учреждённая Ллойдом Кроссом в Сан-Франциско. В Нью-Йорке появился первый в мире Музей голографии. Ни одна из этих организаций не дожила до сегодняшнего дня, их место заняли Центр голографических искусств в Нью-Йорке и «Холоцентр» в Сеуле, где художникам предоставлена возможность создавать произведения с помощью голографии.

### Хранение данных
По мере развития технологии оказалось, что кроме записи изображения голография пригодна для хранения любых данных. Первая система IBM 1360 с таким назначением, основанная на голографической записи на фотоплёнку, увидела свет уже в 1966 году. Однако, невысокая скорость доступа к данным не позволила конкурировать с другими технологиями цифровой памяти. Более поздние системы голографической памяти Unicon, Holoscan и Megafetch были значительно совершеннее, и обеспечивали скоростной доступ при больших объёмах. С помощью голографии возможна очень высокая плотность записи информации в кристаллах или фотополимерах, поскольку запись происходит не на поверхности, а по всему объёму. Существующие технологии хранения, такие как Blu-Ray диски, хранят данные на поверхности и ограничивают плотность записи дифракционным пределом используемого света. По сравнению с ними голографическая память считается наиболее перспективной технологией, позволяя записывать и извлекать информацию не отдельными битами, а блоками или страницами. Одна из таких разработок, реализованная в 2005 году компаниями Optware и Maxell под названием Holographic Versatile Disc, позволяет записывать на диск диаметром 12 сантиметров 3,9 терабайт информации. Однако, на массовый рынок технология так и не вышла, как и аналогичная разработка компании InPhase Technologies, год спустя заявившей о создании голографического диска ёмкостью 500 гигабайт.

### Голографическая интерферометрия
Более широкое применение голография нашла в некоторых областях науки и техники для точной регистрации и неразрушающего контроля производства. Голографическая интерферометрия позволяет сделать видимыми процессы и дефекты, невидимые глазом и не поддающиеся регистрации другими способами. Например, голографические методы выявляют микроскопические отклонения поверхностей, в том числе вибрирующих, а также неоднородность газовых и жидкостных сред. При этом регистрируются отклонения поверхности, по своей величине сопоставимые с длиной волны используемого излучения. Все эти технологии нашли широкое применение в дефектоскопии и технических исследованиях.

### Защита документов

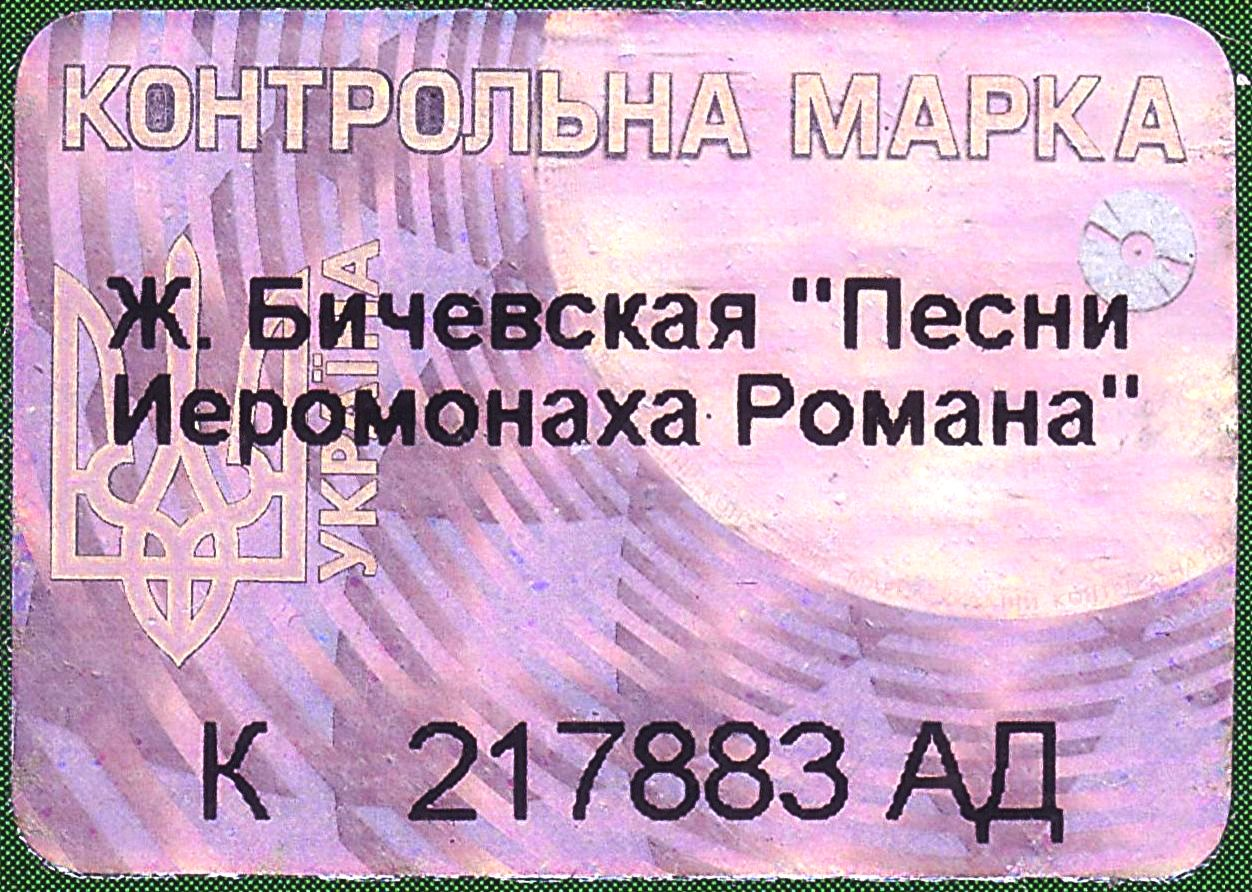
Защитная голограмма на акцизной марке

«Радужные» голограммы Бентона широко используются для маркировки товаров и подтверждения подлинности документов. Голограммы можно встретить на современных банкнотах разных валют: на бразильских риалах, английских фунтах, южнокорейских вонах, японских йенах, индийских рупиях, канадских долларах, датских кронах и на евро. Стандартная степень защиты в виде голограммы присутствует и на банковских картах. Первой такую степень защиты использовала корпорация MasterCard, в 1983 году добавившая голограмму на свои кредитные карты. Такие голограммы с микро- и нанотекстами и сложными изображениями, однажды закреплённые на карте, практически невозможно удалить. Технология печати таких голограмм, разработанная в 1974 году Майклом Фостером, позволяет тиражировать их в неограниченных количествах. Однако, технологическая сложность процесса остаётся практически непреодолимым барьером для подделок.

### Микроскопия
Одно из важных свойств голографии заключается в изменении размеров изображения при освещении голограммы лазером с длиной волны, отличающейся от опорной. При дешифровке голограммы светом с длиной волны, превосходящей длину волны опорного излучения при записи, изображение предметов выглядит увеличенным по сравнению с размерами исходного объекта. Коэффициент такого увеличения равен отношению длин волн восстанавливающего и записывающего света. Например, в случае записи голограммы с помощью ультрафиолетового лазера с длиной волны 310 нанометров и последующим её чтением с помощью лазера видимого света, например, красного с длиной волны 635 нанометров, наблюдатель видит увеличенное в два раза изображение снятых объектов. Однако, в микроскопии редко пользуются этим эффектом, в том числе из-за неизбежных голографических аберраций, возникающих при различии длины волн опорного и восстанавливающего пучков.
Возможности голографии позволяют преодолеть главное ограничение микроскопов, накладываемое зависимостью разрешающей способности от апертуры. Кроме того, голографические методы позволяют значительно увеличить глубину резко изображаемого пространства. Для этого с помощью обычного микроскопа рассматривают не сам объект, а его действительное изображение, формируемое записанной с объекта голограммой. Технологии голографии дали возможность добиться впечатляющих успехов в электронной микроскопии. Разработаны методы получения трёхмерных изображений субатомных структур.

### Искусственные голограммы
Современные компьютеры дают возможность генерировать голограммы несуществующих объектов. Для этого на основе данных о форме и характеристиках нужного объекта, рассчитывается создаваемая им объектная волна. Данные объектной волны суммируются с данными опорной, давая интерференционную картину с её последующей визуализацией при помощи фотовывода. Голограммы виртуальных объектов применимы в науке и технике: например, созданные с помощью компьютера голограммы оптических элементов могут быть использованы в реальных оптических системах для корригирования сложных аберраций. Возможности создания произвольной формы голографических оптических поверхностей позволяют получать высокое качество оптики.